# چال تپه شرقی
چال تپه شرقی مربوط به عصر مس - عصر مفرغ است و در شهرستان همدان، بخش شراء، دهستان جیحون دشت، روستای جیحون آباد واقع شده و این اثر در تاریخ ۱۸ اسفند ۱۳۸۷ با شمارهٔ ثبت ۲۵۱۷۲ به‌عنوان یکی از آثار ملی ایران به ثبت رسیده است.